# Klaus Brunn
Klaus Brunn (geboren 1961 in Darmstadt) ist ein deutscher Autor.

## Leben und Werk
Klaus Brunn lebt als freier Autor in der Nähe von Darmstadt. Er war von 2004 bis 2006 Teilnehmer der Textwerkstatt von Kurt Drawert. 2006 belegte er mit seinem unveröffentlichten Jugendroman Haus Hasenstall den 2. Platz beim Hans-im-Glück-Preis der Stadt Limburg. 2007 erschien sein erster Roman Blindgänger – ein Familienidyll. Daneben veröffentlichte er Texte in diversen Anthologien. Bei der Buchmesse im Ried in Stockstadt am Rhein wurden mehrfach Texte von ihm ausgezeichnet, zuletzt erhielt er dort 2014 den ersten Preis. Die in diesem Wettbewerb erfolgreichen Texte veröffentlichte Klaus Brunn in einem Band Aus der Stille heraus. Ebenfalls 2014 war eine Kurzgeschichte von Klaus Brunn in der Shortlist zum Agatha-Christie-Krimipreis.

## Publikationen
- Aus der Stille heraus, mit einem Vorwort von Ralf Schwob, Odenwald-Verlag, Otzberg 2016, ISBN 978-3-9817633-1-7
- Blindgänger – ein Familienidyll. Roman, Wiesenburg Verlag, Schweinfurt 2007, ISBN 978-3-939518-77-8